# Жовтенська сільська рада (Слов'яносербський район)
| Жовтенська сільська рада — колишній орган місцевого самоврядування у Слов'яносербському районі Луганської області з адміністративним центром у с. Жовте. Історична дата утворення: в 1964 році. Водоймища на території, підпорядкованій даній раді: річка Сіверський Донець. Сільській раді були підпорядковані населені пункти: - с. Жовте - с. Крута Гора - с. Новоселівка - с. Сабівка |

## Склад ради
Рада складалася з 18 депутатів та голови.

### Керівний склад ради
| ПІБ                        | Основні відомості                                                         | Дата обрання | Дата звільнення |
| -------------------------- | ------------------------------------------------------------------------- | ------------ | --------------- |
| Романова Марина Вікторівна | Сільський голова, 1967 року народження, освіта, позапартійна              | 26.03.2006   | 31.10.2010      |
| Романова Марина Вікторівна | Сільський голова, 1967 року народження, освіта вища, член Партії регіонів | 31.10.2010   |                 |

Примітка: таблиця складена за даними джерела